# 何恦
何恦（1433年—？），字至廉，直隸安慶府桐城縣人，明朝政治人物。同進士出身。

## 生平
應天府鄉試第三名。天順八年（1464年）甲申科會試第七十名，殿試登進士第三甲第一百二十名。選中書舍人。

## 家族
曾祖父何宗振。祖父何用德。父亲何孟容。